# Acherontia atra
Acherontia atra är en fjärilsart som beskrevs av Huwe 1895. Acherontia atra ingår i släktet Acherontia och familjen svärmare. Inga underarter finns listade i Catalogue of Life.